# Fontana Liri
Fontana Liri är en ort och kommun i provinsen Frosinone i regionen Lazio i Italien. Kommunen hade 2 868 invånare (2018).